# Aion (automobile)
Pour les articles homonymes, voir Aion.
Aion est une marque chinoise d'automobiles électriques fondée en 2018 par Guangzhou Automobile Corporation (GAC) pour rivaliser sur le marché chinois en pleine croissance des startup de voitures électriques.

## Histoire
Aion a été présentée en tant que sous-marque de véhicules électriques sous GAC New Energy en 2018. Le premier modèle, le Aion S, a été présenté au public en novembre à Auto Guangzhou. En novembre 2020, Aion a été annoncée comme une marque du groupe GAC, en remplacement de GAC New Energy.
En 2019, GAC a annoncé 12 nouveaux modèles, parmi lesquels les LX, V et Y.
En 2021, GAC a annoncé que le dernier Aion V serait équipé d'une batterie graphène capable de charger de 0 à 80 % en 8 minutes, ajoutant 70 kWh de charge.
En 2021, Aion a annoncé la station de recharge A480, 480 kW, 1 000 V. Charge de 35,1 kWh (30 à 80 %) du nouvel Aion V 6C en moins de 5 minutes et de 0 à 80 % de charge en 8 minutes.
En septembre 2022, Aion a dévoilé un nouveau logo de marque, ainsi qu'une nouvelle marque premium Hyper  et son premier produit Hyper SSR,.

## Produits

### Modèles actuels
| Image            | Nom            | Introduction | Modèle actuel | Génération | Style corporel                          | Remarques                                   |
| Sedans           | Sedans         | Sedans       | Sedans        | Sedans     | Sedans                                  | Sedans                                      |
| ---------------- | -------------- | ------------ | ------------- | ---------- | --------------------------------------- | ------------------------------------------- |
|                  | Aion S         | 2019         | 2023          | Premier    | Compacte 4 portes (C) berline           | Également vendu sous le nom de Leahead iA5. |
|                  | Aion S Plus    | 2021         | 2023          | Premier    | Berline compacte 4 portes (C)           | Variante rénovée et agrandie de l'Aion S    |
|                  | Aion S Max     | 2023         | 2023          | Premier    | Berline compacte 4 portes (C)           |                                             |
|                  | Aion Hyper GT  | 2023         | 2023          | Premier    | 4 portes Berline de direction (E)       |                                             |
| Voiture de sport |                |              |               |            |                                         |                                             |
|                  | Aion Hyper SSR | 2023         | 2023          | Premier    | 2 portes Voiture de sport (S)           |                                             |
| SUV              |                |              |               |            |                                         |                                             |
|                  | Aion LX Plus   | 2022         | 2022          | Premier    | 5 portes intermédiaire (D) multisegment | Variante rénovée et agrandie de l'Aion LX   |
|                  | Aion V Plus    | 2020         | 2024          | Premier    | 5 portes compact (C) multisegment       | Variante rénovée et agrandie d'Aion V       |
|                  | Aion Y Plus    | 2023         | 2023          | Premier    | Compact (C) crossover                   | Variante rénovée et agrandie d'Aion Y       |
|                  | Aion Hyper HT  | 2023         | 2023          | Premier    | 5 portes intermédiaire (J)              |                                             |

### Modèles anciens
| SUV   | SUV     | SUV                   | SUV        | SUV                                     | SUV                                           |
| Image | Nom     | Période de production | Génération | Style corporel                          | Remarques                                     |
| ----- | ------- | --------------------- | ---------- | --------------------------------------- | --------------------------------------------- |
|       | Aion Y  | 2021-2022             | Premier    | Compact (C) crossover                   |                                               |
|       | Aion V  | 2020-2021             | Premier    | 5 portes compact (C) multisegment       |                                               |
|       | Aion LX | 2019-2022             | Premier    | 5 portes intermédiaire (D) multisegment | Également vendu par Hycan sous le nom de 007. |

## Hycan
En mai 2019, GAC et Nio ont annoncé qu'ils formeraient une coentreprise marque de véhicules électriques appelée Hycan. Cette coentreprise a produit deux véhicules, le Hycan 007 et le Hycan Z03, tous deux basés sur des véhicules Aion existants (respectivement l'Aion LX et l'Aion Y).
Début 2021, la participation de NIO dans Hycan a été diluée à 4,5% et d'ici août 2021, a annoncé son intention de développer sa propre marque d'entrée de gamme, remettant en question l'implication future de l'entreprise dans Hycan.

## Ventes
| Année civile | S        | LX    | V      | Y        | Total    | Remarques                                                |
| ------------ | -------- | ----- | ------ | -------- | -------- | -------------------------------------------------------- |
| 2019         | 32,126   | 1,341 | -      | -        | 33,467   | Début des ventes S en mai Début des ventes LX en octobre |
| 2020         | 46,141   | 2,745 | 10,709 | -        | 59,595   | V les ventes démarrent en juin                           |
| 2021         | 69,220   | 1,004 | 15,826 | 32,109   | 118,159  | Les ventes Y commencent en avril                         |
| 2022         | 115,655  | 3,991 | 31,826 | 119,689  | 271,161  |                                                          |
| 2023         | 160,684* | 280*  | 8,050* | 136,583* | 305,597* | *Données en août 2023                                    |